# Sciara fumipennis
Sciara fumipennis är en tvåvingeart som beskrevs av Frederick Askew Skuse 1888. Sciara fumipennis ingår i släktet Sciara och familjen sorgmyggor. Inga underarter finns listade i Catalogue of Life.